# Alpinia subfusicarpa
Alpinia subfusicarpa är en enhjärtbladig växtart som beskrevs av Adolph Daniel Edward Elmer. Alpinia subfusicarpa ingår i släktet Alpinia och familjen Zingiberaceae. Inga underarter finns listade i Catalogue of Life.